# میکی راکر
میکی راکر (انگلیسی: Mickey Roker؛ زادهٔ ۹ مارس ۱۹۳۲ - درگذشته  ۲۲ مهٔ ۲۰۱۷) یک موسیقی‌دان و نوازنده درام سبک جاز آمریکایی بود.